# Dynamic C
Dynamic C è un ambiente di sviluppo integrato scaricabile gratuitamente (previa registrazione) che permette di programmare i sistemi Rabbit.
Essendo un derivato del C, Dynamic C riprende tutte le istruzioni e le dichiarazioni del C tradizionale, con l'aggiunta di estensioni che permettono di rendere più facile la scrittura ed il real-time multitasking rispetto alla versione iniziale.
Viene usata con l'ambiente Rabbit per poter agire più facilmente su motori display e tastiere.